# 蒂爾拉絲·芭奴·貝居姆

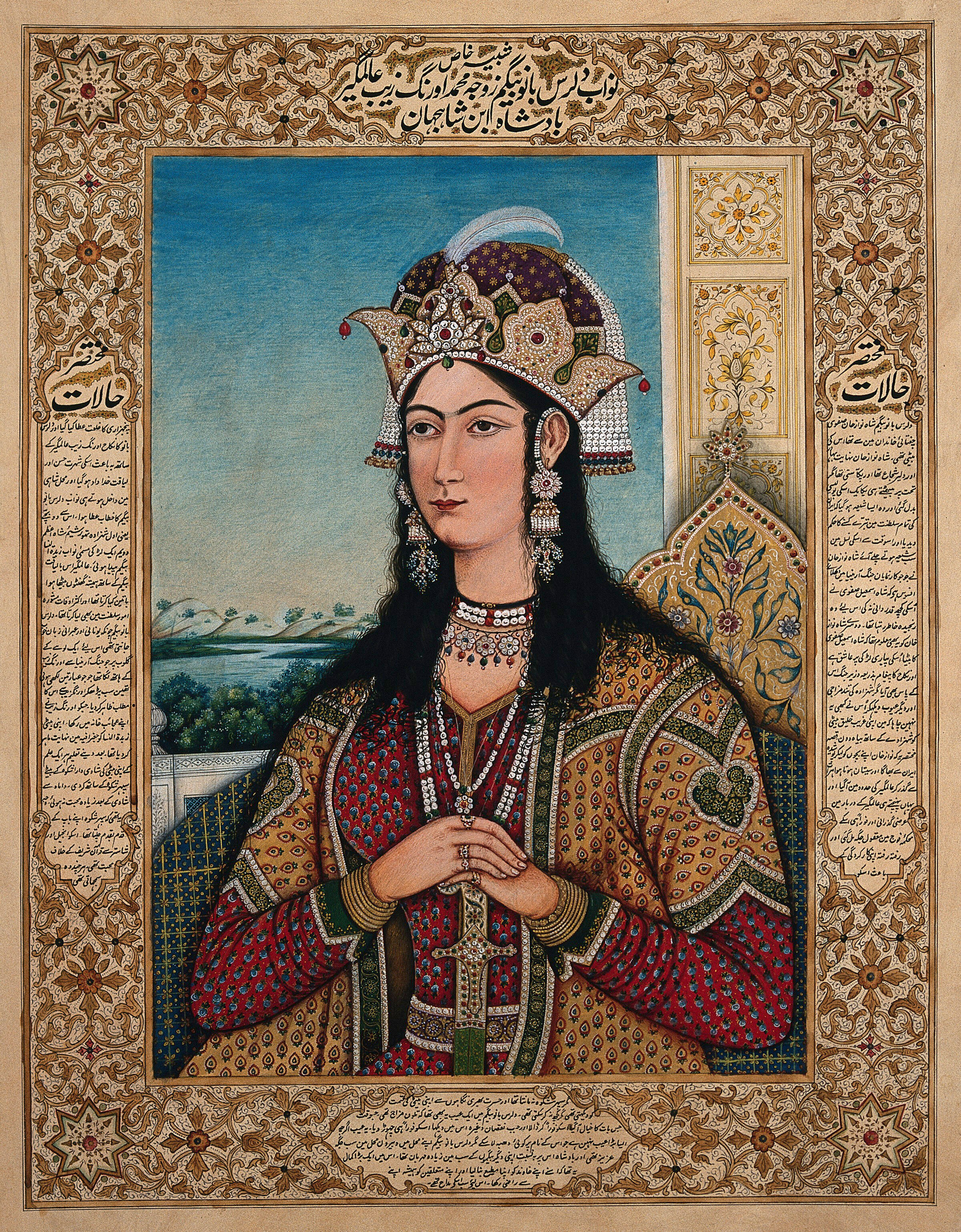
蒂爾拉絲畫像

蒂爾拉絲·芭奴·貝居姆（Dilras Banu Begum，約1622年—1657年10月8日）是蒙兀兒帝國第六位皇帝奧朗則布的第一任妻子和首席配偶，她死後諡號「拉比雅-烏德-杜蘭尼」（Rabia-ud-Durrani，意為「時代的拉比雅」），被埋葬於奧蘭加巴德的比比·卡·馬克巴拉陵裡，比比·卡·馬克巴拉陵與泰姬陵（奧朗則布生母慕塔芝·瑪哈的陵墓）有著驚人的相似之處，其由蒂爾拉絲的丈夫奧朗則布命人興建，作為她的最終安息之地。
蒂爾拉絲出身高貴，為古吉拉特總督沙納瓦茲汗的女兒，沙納瓦茲汗是伊斯玛仪一世的後裔，擁有波斯薩法維帝國皇室的純正血脈。1637年，蒂爾拉絲與奧朗則布成婚，並為他生下了五個孩子，其中包括：阿扎姆·沙（奧朗則布指定的皇位繼承人）、澤布安妮莎、齊娜特安妮莎·貝居姆、祖布妲特安妮莎·貝居姆，以及最受奧朗則布寵愛的兒子穆罕默德·阿克巴 。
1657年，蒂爾拉絲可能死於產褥熱，當時她剛生下第五個孩子穆罕默德·阿克巴僅一個月，在其逝世一年後，奧朗則布於手足相殘的皇位繼承戰爭中勝出，登上了蒙兀兒帝國的寶座。